# Рид, Дэвид (художник)

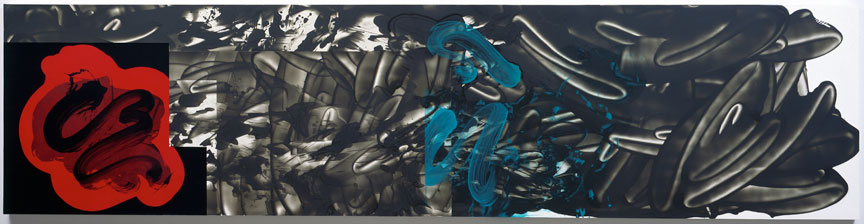
Картина № 576 Дэвида Рида, 2007 год.

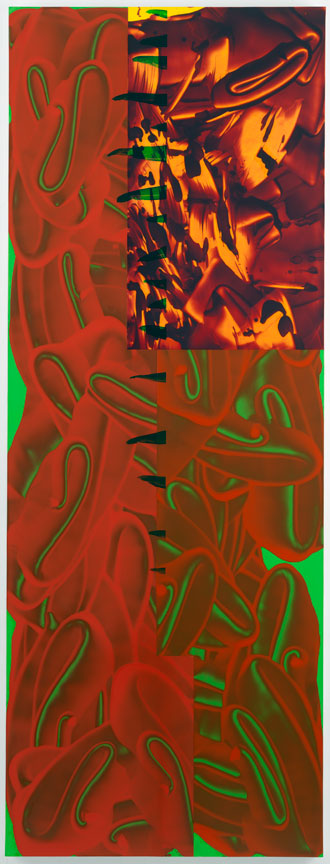
Картина № 580 Дэвида Рида, 2006—2008.

Дэвид Фредерик Рид (англ. David Fredrick Reed; род. 1946[…], Сан-Диего, Калифорния[…]) — американский современный концептуальный и визуальный художник.

## Биография
Дэвид Рид родился в Сан-Диего, Калифорния в 1946 году. В 1968 году получил степень бакалавра искусств в Рид-колледже, в городе Портленд, штат Орегон. После получения степени переехал в Нью-Йорк, где живёт и работает до настоящего времени. В 1969 году у художника родился сын Джон Рид, который в настоящее время является писателем.

## Творчество

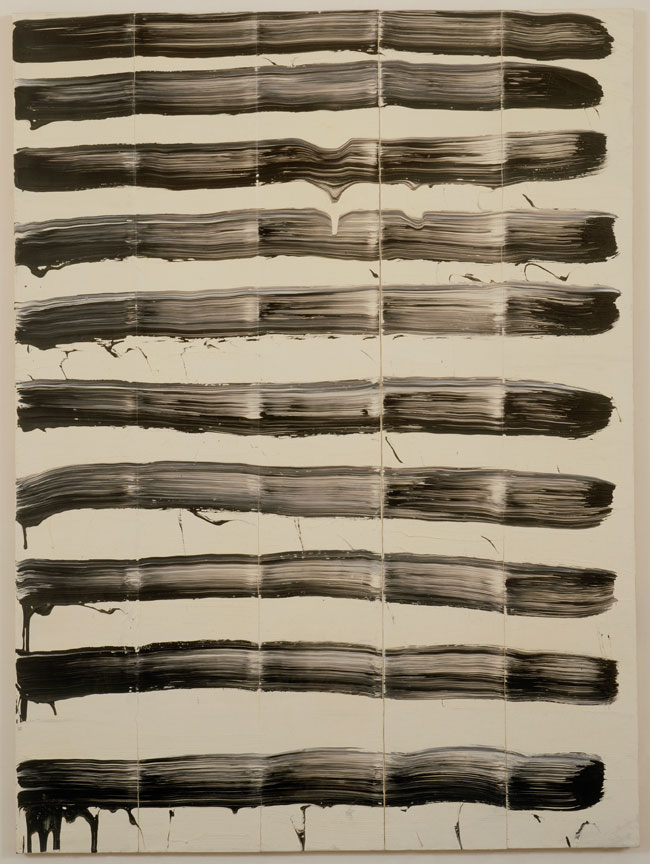
Картина № 90 Дэвида Рида, 1975 год. Собрание Музея Соломона Гуггенхейма, Нью-Йорк.

Дэвид Рид известен как колорист. Он создаёт длинные, узкие и абстрактные картины, подвешенные в продольном или вертикальном направлении, которые содержат несколько изображений, напоминающих увеличенные фотографии вихревых мазков. Также Рид является скульптором инсталляций, видеохудожником, лектором по современному искусству и куратором выставок.

### Проект «Головокружение»
Обсуждая картина Джона Маклафлина, художник Николас Уайлдер подметил Дэвиду Риду, что владельцы его картин часто вешают их в своих спальнях. Рид увидел в этой практике стремление стать «художником в спальне». Через некоторое время в своём проекте «2 спальни в Сан-Франциско», Рид вставил изображения своих картин в некоторые сцены из фильма Головокружение Альфреда Хичкока, которые происходят в спальнях главных героев.

## Коллекции
Работы Дэвида Рида включены в многочисленные публичные и частные коллекции по всему миру, в том числе в Художественной галерее Олбрайт-Нокс, Буффало, Центре Помпиду, Париж, Музее Хиршхорна и саду скульптур, Музее искусств Лихтенштейна, Вадуц, Музее Луизиана, Музее современного искусства, Вена, Коллекции Гёц и других.

#### Публикации Дэвида Рида
- «David Reed: You Look Good in Blue». Verlag Fur Moderne Kunst, 2005. ISBN 3933096650

#### Публикации о художнике
- Тони Годфри. «Painting Today». Phaidon Press, 2009. ISBN 0714846317
- Дороти Фогель, Герберт Фогель. «David Reed: Rock, Paper, Scissors (Kienbaum Artists’ Books)». Snoeck Publishing Company, 2010. ISBN 3940953016
- Стефан Берг. «David Reed: Heart of Glass : Paintings and Drawings 1967—2012». Snoeck Verlagsgesellschaft Mbh, 2013. ISBN 386442013X